# Кастелфјорентино
Кастелфјорентино (итал. Castelfiorentino) је насеље у Италији у округу Фиренца, региону Тоскана.
Према процени из 2011. у насељу је живело 12656 становника. Насеље се налази на надморској висини од 55 м.

## Становништво
| 1936.  | 1951.  | 1961.  | 1971.  | 1981.  | 1991.  | 2001.  | 2011.  |
| ------ | ------ | ------ | ------ | ------ | ------ | ------ | ------ |
| 13.056 | 14.209 | 15.602 | 17.469 | 17.428 | 17.155 | 17.012 | 17.489 |